# Bayelsa United Football Club
Il Bayelsa United Football Club è una società calcistica nigeriana con sede nella città di Sapele. Milita nella Nigeria Premier League, la massima divisione del campionato nigeriano. La squadra gioca le partite casalinghe al Sapele Stadium.

## Palmarès

### Competizioni nazionali
- Campionato nigeriano: 1

2009
- Coppa di Nigeria: 1

2021
- Supercoppa di Nigeria: 1

2009

### Altri piazzamenti
- Campionato nigeriano:

Terzo posto: 2013
- Coppa della Confederazione CAF:

Semifinalista: 2009